# Fucile a tappo

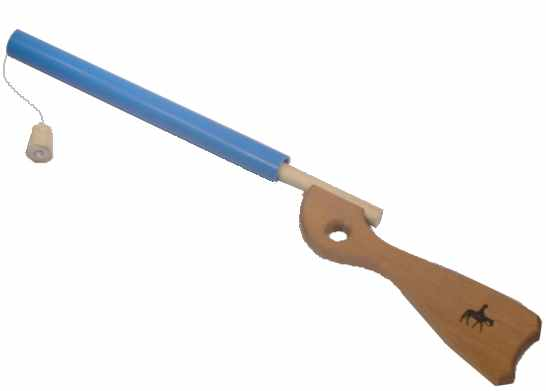

Il fucile a tappo è un'arma giocattolo.

## Descrizione e funzionamento
Il fucile a tappo ha l'aspetto di un vero fucile, anche se ha dimensioni minori, adatte a un bambino. Generalmente è fatto con materiali leggeri non dovendo sopportare sforzi imponenti,
Si carica piegando la canna basculante, imperniata sul calcio, azione che tramite una leva carica una molla elicoidale. Una volta richiusa la canna si pone un tappo di sughero o di plastica all'estremità anteriore della canna. Si spara tirando il grilletto, il quale rilascia la molla che scattando spinge un pistone nella canna, aumentandone la pressione interna. La pressione nella canna spinge fuori da essa il tappo che percorre qualche metro e poi cade. Il tappo generalmente è legato con uno spago al fucile in modo da permettere un suo rapido recupero.